# Другий інтернаціонал
Другий інтернаціонал, також Соціалістичний інтернаціонал або Робітничий інтернаціонал — міжнародне об'єднання соціалістичних робітничих партій, створене в 1889 році. Продовжив традиції Першого інтернаціоналу, однак у ньому з 1893 року не брали участі анархісти. Для постійного зв'язку між партіями-членами 1900 року було започатковано Міжнародне соціалістичне бюро, що розташовувалось у Брюсселі. Ухвалені Інтернаціоналом рішення не були обов'язковими для партій, що входили до його складу.

## Історія

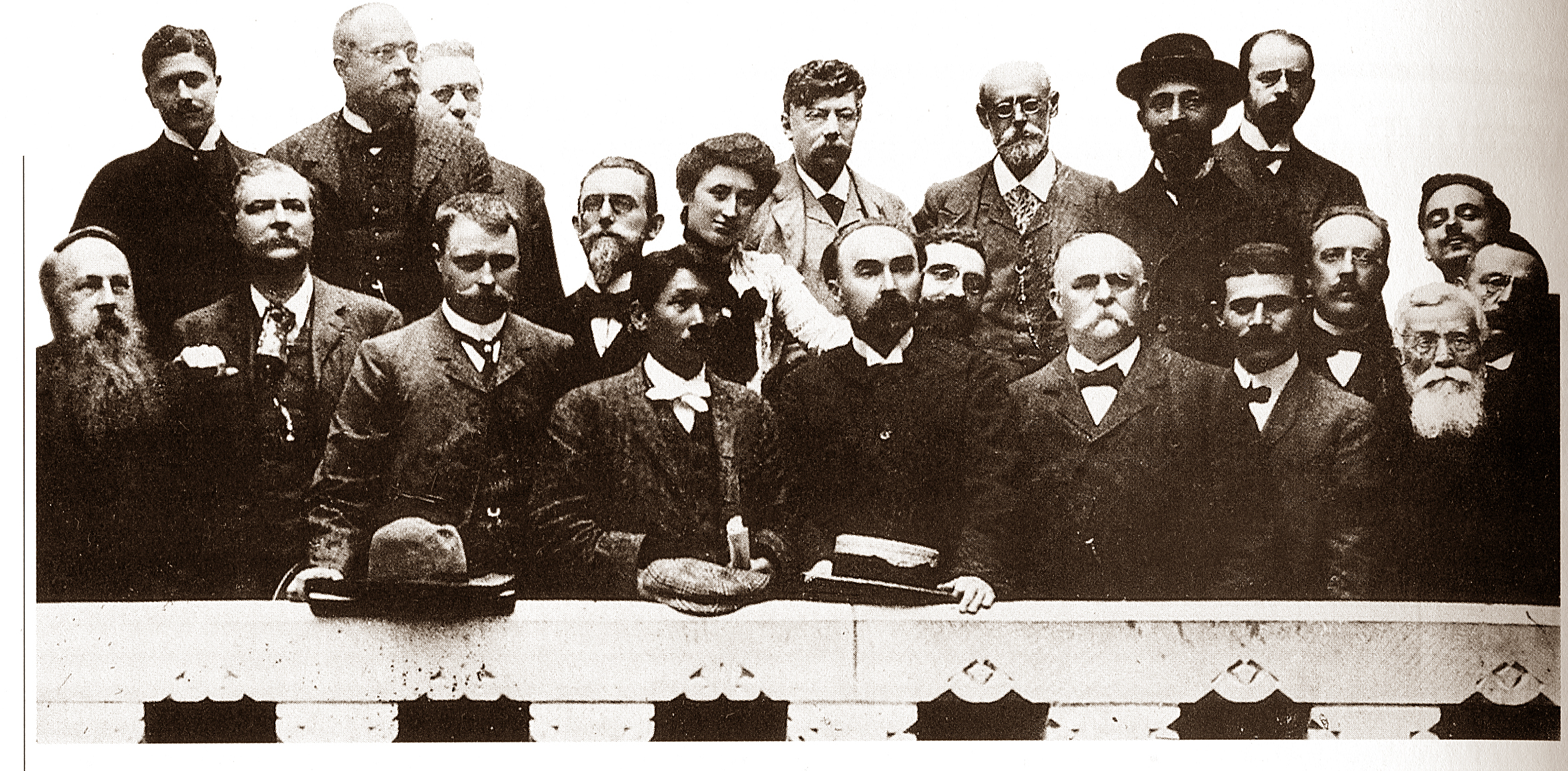
Роза Люксембург та президія II Інтернаціоналу

До початку 1900-их років в Інтернаціоналі перевагу мала революційна точка зору. На конгресах ухвалювались рішення щодо неможливості союзу з буржуазією, неприпустимості входження до складу буржуазних урядів, протестів проти мілітаризму та війни тощо. 1889 року Інтернаціонал установив міжнародне святкування дня 1 травня. 1910 він оголосив 8 березня Міжнародним жіночим днем.
Надалі більш значну роль в Інтернаціоналі почали відігравати реформісти, що викликало звинувачення з боку лівих в опортунізмі. З початком Першої світової війни 1914 року більша частина партій та профспілок, відмовившись від класової боротьби, прийняла точку зору класового миру та захисту вітчизни. Окремі вожді опинились у лавах коаліційних оборонних урядів. 
Прибічники революційної боротьби почали називати Другий інтернаціонал «Жовтим». Фактично у 1914–1918 роках Інтернаціонал не функціонував, було припинено діяльність Міжнародного соціалістичного бюро. Радикальні революційні сили, що входили до його складу та стояли на інтернаціоналістичних позиціях, провели 1915 року у Циммервальді (Швейцарія) власну конференцію, започаткувавши Циммервальдське об'єднання, на базі якого згодом виник Третій інтернаціонал (Комінтерн).
Після завершення війни у лютому 1919 року в Берні відбулась конференція, в якій брали участь більшість старих соціал-демократичних партій. Одним з головних питань конференції в Берні була оцінка Жовтневої революції в Росії. На тій конференції було проголошено створення Міжнародної соціалістичної комісії. В резолюціях, ухвалених у Берні, йшлося про початок відродження Другого інтернаціоналу. На Люцернській конференції 1919 року більшість висловилась за Версальський мирний договір та заснування Ліги Націй. У липні 1920 року в Женеві (Швейцарія) відбувся конгрес, який офіційно проголосив відтворення Другого інтернаціоналу.
У свою чергу, низка партій та груп — англійська Незалежна лейбористська партія, німецькі незалежні соціал-демократи, Французька соціалістична партія, російські меншовики й есери, австрійські соціал-демократи та деякі інші — розійшовшись із Другим інтернаціоналом у питанні щодо підтримки імперіалістичної війни та громадянського миру та не будучи допущеними до Комінтерну, утворили на початку 1921 року так званий Віденський інтернаціонал, який офіційно йменувався Міжнародним робітничим об'єднанням соціалістичних партій. У травні 1923 року відбулось об'єднання Віденського інтернаціоналу з Другим, в результаті чого утворився Соціалістичний робітничий інтернаціонал.
Правонаступником Другого інтернаціоналу оголосив себе створений 1951 року в західнонімецькому Франкфурті-на-Майні Соцінтерн — Соціалістичний інтернаціонал.

## Конгреси та конференції Другого інтернаціоналу

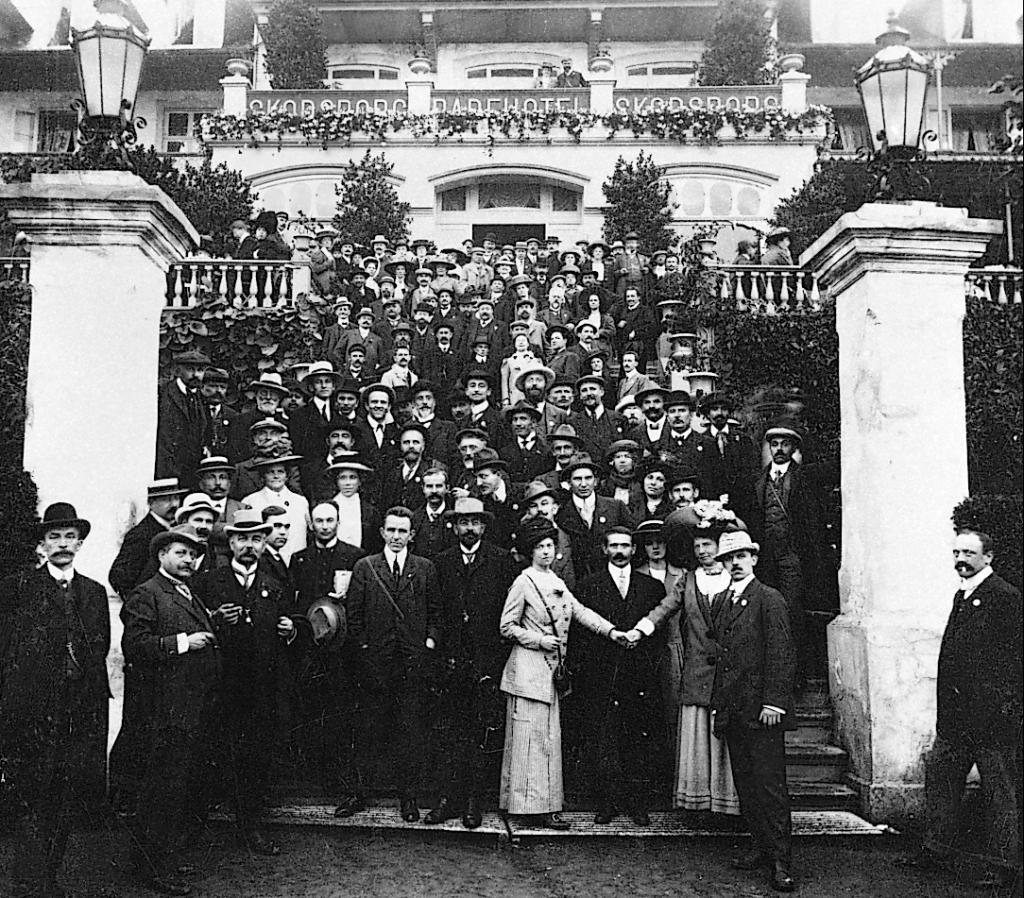
1910. VIII конгрес Другого інтернаціоналу в Копенгагені. В центрі, Клара Цеткін та Олександра Коллонтай. За ними — Роза Люксембург

- I конгрес — 14—21 липня 1889, Париж, Франція.
- II конгрес — 16—22 серпня 1891, Брюссель, Бельгія.
- III конгрес — 6—12 серпня 1893, Цюрих, Швейцарія.
- IV конгрес — 27 липня — 1 серпня 1896, Лондон, Велика Британія.
- V конгрес — 23—27 вересня 1900, Париж, Франція.
- VI конгрес — 14—20 серпня 1904, Амстердам, Нідерланди.
- VII конгрес — 18—24 серпня 1907, Штутгарт, Німеччина.
- VIII конгрес — 28 серпня — 3 вересня 1910, Копенгаген, Данія.
- IX надзвичайний конгрес — 24—25 листопада 1912, Базель, Швейцарія.
- Конференція — 3—10 лютого 1919, Берн, Швейцарія.
- Конференція — квітень 1919, Амстердам, Нідерланди.
- Конференція — 1 — 9 серпня 1919, Люцерн, Швейцарія.
- X конгрес — 31 липня — 4 серпня 1920, Женева, Швейцарія.

## Відомі члени
Австрія: Карл Реннер.
Грузія: Іраклій Церетелі.
Данія: Торвальд Стаунінг
Італія: Філіппо Тураті
Німеччина: Август Бебель, Карл Каутський, Роза Люксембург, Клара Цеткін, Вільгельм Лібкнехт, Карл Лібкнехт.
Росія: Володимир Ленін, Георгій Плеханов, Ілля Рубанович.
Франція: Жан Жорес.